# 蕾 (GReeeeNの曲)
「蕾」（つぼみ）はGReeeeNの楽曲。ZEN MUSICから2021年3月4日に配信限定でリリースされた。
また、この曲のオーケストラバージョンが2021年5月3日に配信開始された。

## タイアップ
- TBS 東日本大震災10年プロジェクト「つなぐ、つながる」テーマソング
- TBS東日本大震災11年プロジェクト「つなぐ、つながる」のテーマソングに作曲家の服部隆之がオーケストラバージョンにアレンジした「蕾 -Orchestra ver.-」が使用された[1]。

## 曲の詳細
1. 蕾 [3:27]
  - 作詞・作曲 : GReeeeN